# Danny Harris
Danny Lee Harris (Torrance, California, 7 de septiembre de 1965) es un atleta estadounidense, ya retirado, que estaba especializado en 400 m vallas: ganó una medalla de plata en los Juegos Olímpicos de Los Ángeles 1984 y otra en el Campeonato Mundial de Atletismo de Roma 1987.
También fue conocido por terminar con la racha de imbatibilidad de Edwin Moses, que contaba con 122 carreras ganadas consecutivamente durante 9 años, 9 meses y 9 días al ganarle en 1987, durante el transcurso del Meeting de Madrid celebrado en el antiguo estadio Vallehermoso de Madrid.
En el año 1988 se lesionó y no se recuperó para estar en su mejor forma, quedando quinto en los trials estadounidenses (competiciones nacionales de selección) para competir en los Juegos Olímpicos de Seúl, por lo que no pudo acudir. Esto le afectó tanto que inició un rápido declive, empezando a frecuentar malas compañías y haciéndose adicto a la cocaína.
En el año 1992 dio positivo por cocaína por lo que fue sancionado con cuatro años sin poder competir, de los que sólo cumplió tres después de pedir clemencia. Cuatro años después se clasificó para participar en los Juegos Olímpicos de Atlanta, pero volvió a dar positivo por la misma sustancia en un control antidopaje siendo esta vez sancionado a perpetuidad.
En 1999 se le diagnostica un cáncer de colon, del que se sobrepuso de forma satisfactoria. También estuvo cuatro meses en la cárcel acusado injustamente de robar a una anciana de avanzada edad, finalmente se demostró que era inocente y fue liberado.
Posteriormente reanudó sus estudios, trabajando a la vez como entrenador ayudante en la universidad de Iowa.